# (37688) 1995 ST17
1995 ST17 (asteroide 37688) é um asteroide da cintura principal. Possui uma excentricidade de 0.10380630 e uma inclinação de 15.28060º.
Este asteroide foi descoberto no dia 18 de setembro de 1995, por Spacewatch em Kitt Peak.